# Faistau
Faistau ist ein kleiner Ort im österreichischen Bundesland Salzburg und gehört zur Gemeinde Lofer. Der Ort liegt im Bezirk Zell am See auf einer Höhe von etwa 800 Metern.
In Faistau leben 67 Menschen (1. Jänner 2024). Die meisten von ihnen arbeiten in der Landwirtschaft oder im Tourismus.